# Citroën C4
El Citroën C4 és un automòbil del segment C produït pel fabricant francès Citroën des de 2004. El C4 és el substitut del Citroën Xsara i s'ofereix en carrosseries hatchback de tres i cinc portes, i sedan de quatre portes.

## Característiques

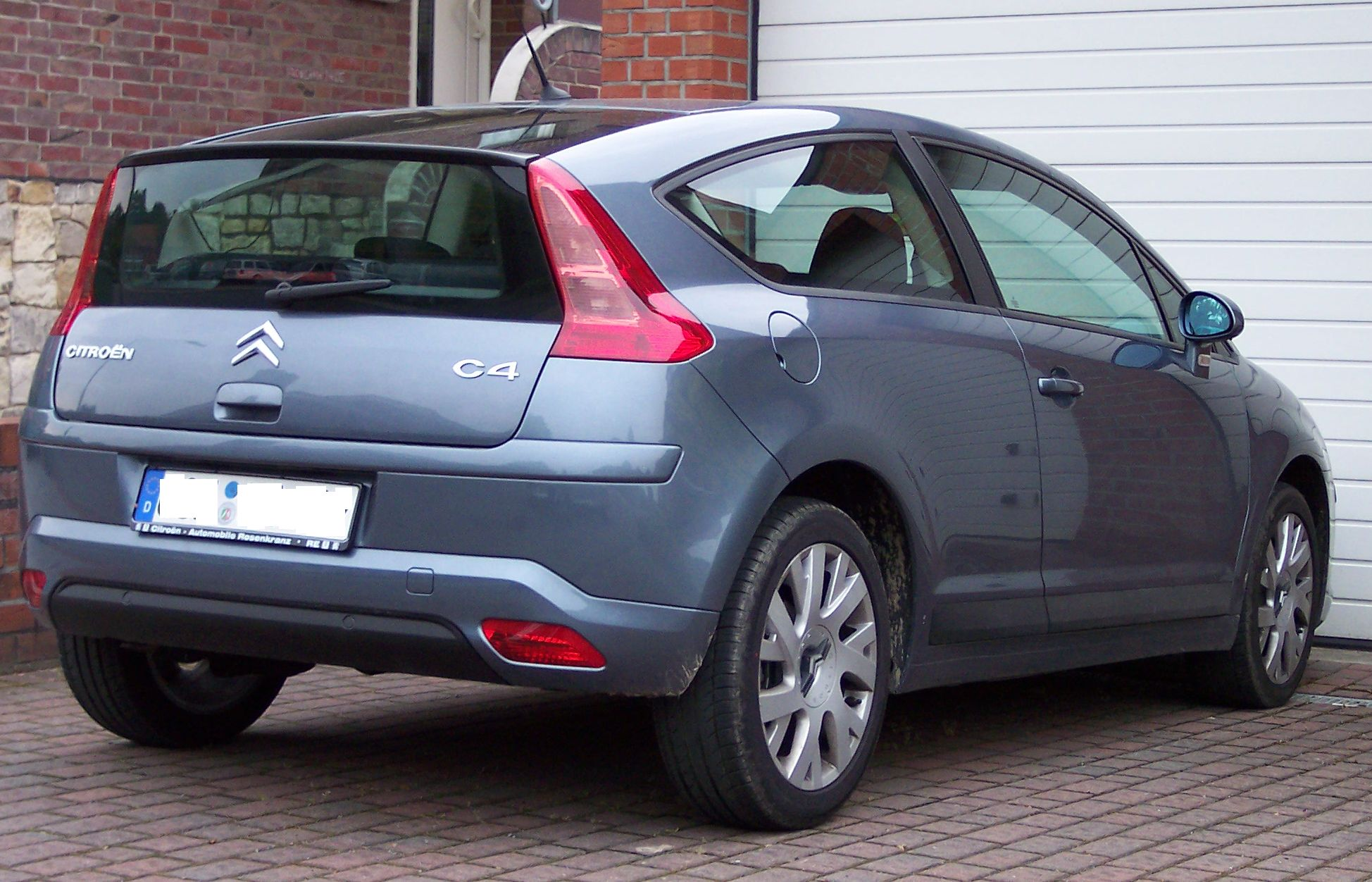
Citroën C4 3 portes

El C4 està disponible amb motoritzacions gasolina d'1,4 litres de cilindrada i 90 CV de potència màxima, 1,6 litres i 109 CV i 2,0 litres de 138 o 177 CV, i dièsel d'1,6 litres de cilindrada i 92 o 110 CV de potència o 2,0 litres de 138 CV. Les formes són innovadores, amb una trompa molt expressiva. El frontal representa el logotip de la marca, tant en l'acabament del capó com en la graella. Les línies del sostre van caient bruscament després de passar pel pilar "B", i acaben en una cua trunca, amb un petit aleró. Això talla en dos el vidre de la lluneta, donant-li una línia molt especial a la part del darrere.
A l'interior, el centre del volant roman sempre fix, girant només la roda i els dos eixos. Així, en la posició central se situen diferents tecles, que operen l'equip d'àudio, l'ordinador de a bord i el control de velocitat de creuer.
El timbre es troba mal situat, accionant-se amb una tecla que forma la vora inferior del centre del volant. Com que aquest està fix i les mans del conductor s'han de moure al compàs del cercle, és molt difícil trobar-lo en una situació d'emergència.
El comptavoltes és digital, situat en la part superior del centre del volant. El velocímetre se situa al mig del tauler, dintre d'un indicador que inclou tota la resta de la informació. L'equip d'àudio posseeix un lector d'MP3 i un carregador frontal per a un disc compacte, mentre que els altres cinc es poden incrustar des de la canonera.
Tant les butaques com el volant es regulen en forma mecànica, i permeten trobar una posició de conducció baixa, esportiva. La visibilitat cap endavant és un problema, ja que hi ha una forta inclinació del parabrises. Cap endarrere és qüestió d'acostumar-se a mirar per dues "mitjanes" llunetes, dividides per l'espoiler. Gràcies al fet que la meitat inferior de la lluneta del darrere està gairebé en 90 graus respecte al sòl, n'hi ha prou amb orientar-se amb ella per a saber on acaba l'acte al moment d'estacionar.
L'accés a les places del darrere és simple, i l'espai disponible en elles és acceptable per a un vehicle d'aquestes característiques. Finalment el portaequipatges posseeix una capacitat de 314 litres, cosa excepcional tenint en compte que es tracta d'un cupè.

## Seguretat
El Citroen C4 va passar el test de seguretat Euro NCAP amb els següents resultats:
- Adult ocupant =

- Nen ocupant =

- Vianant =

## Premis
El Citroën C4 va guanyar el "World Car Design of the Year" de l'any 2006.